# Achaemenes machadoi
Achaemenes machadoi är en insektsart som beskrevs av Synave 1961. Achaemenes machadoi ingår i släktet Achaemenes och familjen kilstritar. Inga underarter finns listade i Catalogue of Life.